# La Caille (cratère)
Pour les articles homonymes, voir Caille (homonymie).
La Caille est un cratère lunaire situé au nord-ouest du cratère Blanchinus, au sud-ouest du cratère Delaunay et au nord-est du cratère Purbach.
Le plancher du cratère a été inondé par le passé par de la lave et la surface est relativement lisse et plate, avec une augmentation centrale. Une structure rayonnée s'étend à partir du centre-sud du cratère.
En 1935, l'Union astronomique internationale lui a donné le nom de La Caille en l'honneur de l'astronome français Nicolas-Louis de Lacaille (1713-1762).

## Cratères satellites
Par convention, les cratères satellites sont identifiés sur les cartes lunaires en plaçant la lettre sur le côté du point central du cratère qui est le plus proche de La Caille.
| la Caille | Latitude | Longitude | Diamètre |
| --------- | -------- | --------- | -------- |
| A         | 22.8° S  | 0.4° E    | 8 km     |
| B         | 20.9° S  | 1.4° E    | 7 km     |
| C         | 21.2° S  | 1.4° E    | 15 km    |
| D         | 23.6° S  | 2.2° E    | 12 km    |
| E         | 23.5° S  | 2.8° E    | 27 km    |
| F         | 23.6° S  | 3.4° E    | 8 km     |
| G         | 20.5° S  | 2.0° E    | 11 km    |
| H         | 24.7° S  | 0.8° E    | 6 km     |
| J         | 22.5° S  | 0.9° E    | 5 km     |
| K         | 21.0° S  | 0.6° E    | 30 km    |
| L         | 24.6° S  | 1.4° E    | 5 km     |
| M         | 22.3° S  | 1.6° E    | 15 km    |
| N         | 21.9° S  | 1.3° E    | 10 km    |
| P         | 22.5° S  | 0.0° E    | 25 km    |